# Никола Живков (архитект)
Хаджи Никола Живков или Живкович (на сръбски: Никола Живковић) е първият архитект на Белград. Известен е още като Никола Хаджиживков, Хаджиживкович и Хаджи-Неимар.

## Биография
Роден е във Воден, тогава в Османската империя, днес в Гърция. Наследява строителния занаят от баща си Живко, който е виден майстор строител във Воден. Никола Живков учи в Солун и Атина. Заминава за Белград, където се прочува като талантлив архитект. По негови проекти започва градоустройственото изграждане на съвременен Белград. Негови са проектите по които са изградени конаците на княгиня Любица (1829 - 1831) и на Милош Обренович в Крагуевац (1824), както и първата сграда на църквата на „Свети Марко“. След абдикацията на Милош Обренович напуска Сръбското княжество. При повторното възкачване на Милош Обренович за княз на Сърбия през 1858 – 1860 се завръща в Белград осъществявайки длъжността „надзорник на държавните строежи“. Умира в Белград през 1870 година.